# Richard Rogler

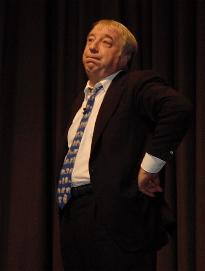
Richard Rogler (2001)

Richard Rogler (* 19. September 1949 in Selb; † 11. August 2024 in Köln) war ein deutscher Kabarettist.

## Werdegang
Rogler wuchs in seiner Heimatstadt Selb in Oberfranken auf und studierte nach Abitur und Grundwehrdienst zunächst die Fächer Französisch und Sport auf Lehramt an der Universität Würzburg. 1974 bis 1978 war er Mitglied der Kinder- und Jugendtheatergruppe Ömmes & Oimel, zunächst in Würzburg und ab 1977 in Köln. Es folgten Auftritte mit Heinrich Pachl im Kabarettduo Der Wahre Anton. Mitte der 1980er Jahre erhielt Rogler zudem ein Engagement am Kölner Schauspielhaus. Ab 1986 war er auch als Solist tätig.
Rogler erhielt 1982 (zusammen mit Heinrich Pachl), 1987 und 1992 den Deutschen Kleinkunstpreis, 2000 den Deutschen Kabarettpreis sowie für seine Auftritte und Moderationen im Fernsehen den Telestar 1987 und Adolf-Grimme-Preis 1989. 1997 wurde er mit der Morenhovener Lupe ausgezeichnet. Seit 2000 hielt er als Honorarprofessor Vorlesungen an der Universität der Künste Berlin und wurde damit zum ersten Professor für das Fach Kabarett in Deutschland.
Durch regelmäßige Gastauftritte in der Fernsehsendung Scheibenwischer und zahlreiche weitere Rundfunk- und Fernsehauftritte (Nachschlag oder Roglers Rasendes Kabarett) wurde Rogler überregional bekannt. Im WDR moderierte er 1988 bis 1991 die Kabarettsendung Mitternachtsspitzen. 2004 bis 2007 war er sechs Mal im Jahr Gastgeber der Kabarett- und Musiksendung Gesellschaftsabend des Saarländischen Rundfunks. In der Fernsehserie Lindenstraße war er 1987, 1992 und 1998 als betrügerischer Makler Panowski zu sehen.
Am 29. Juni 2006 nahm Rogler den Platz des Kabarettisten Georg Schramm als festes Mitglied im Ensemble der Fernsehsendung Scheibenwischer ein, nachdem Schramm das Programm auf eigenen Wunsch verlassen hatte. Am 11. Februar 2008 gab der RBB bekannt, dass Rogler Scheibenwischer verlasse, da er sich verstärkt auf seine Bühnenauftritte konzentrieren wolle. Im April 2009 äußerte Rogler jedoch in einem Interview, dass Bruno Jonas und Mathias Richling ihn gemobbt hätten. 2008 hatte er einen Auftritt am 17. Arosa Humor-Festival. Rogler war regelmäßiger Gast in der von Ludger Stratmann moderierten und im WDR Fernsehen ausgestrahlten Sendung Stratmanns – Jupps Kneipentheater im Pott.
2018 beendete er seine Bühnenlaufbahn.
Rogler starb 2024 im Alter von 74 Jahren an den Folgen einer Krebserkrankung und wurde am 24. August 2024 auf dem Kölner Melaten-Friedhof beigesetzt. Er war mit Dörte Haak-Rogler verheiratet. Sie lebten im Kölner Agnesviertel. Seine Tochter Marianne Rogler leitet eine Künstleragentur und vertritt unter anderem Ingolf Lück, Pe Werner, Hans-Jörg Frey und Markus Maria Profitlich.

## Programme
- 1986: Freiheit aushalten!
- 1992: Finish
- 1995: Wahnsinn
- 1998: Freiheit West
- 2002: Anfang offen
- 2005: Ewiges Leben
- 2009: Stimmung
- 2013: Das müssten Sie mal sagen, Herr Rogler!
- 2016: Tour 2016

## Auszeichnungen
- 1987: Deutscher Kleinkunstpreis (Förderpreis)
- 1987: Telestar
- 1989: Adolf-Grimme-Preis mit Bronze für Mitternachtsspitzen (zusammen mit Gerhard Honal)
- 1992: Deutscher Kleinkunstpreis (Kabarett)
- 1997: Morenhovener Lupe
- 2000: Deutscher Kabarettpreis (Hauptpreis)
- 2008: Goldene Kartoffel der Stadt Rehau[13]
- 2014: Bayerischer Kabarettpreis (Ehrenpreis)
- 2014: Zeck-Kabarettpreis – Ehrenpreis Gold ZECK[14]
- 2015: Goldener Ehrenring der Stadt Selb